# مارتين سبراغ
مارتين سبراغ (بالإنجليزية: Martyn Sprague)‏ هو لاعب كرة قدم ومدرب كرة قدم بريطاني في مركز ظهير ‏، ولد في 10 أبريل 1949 في Risca ‏ في المملكة المتحدة. لعب مع نيوبورت كونتي.